# ジョルジュ・ルメートル (ATV)
ジョルジュ・ルメートル（Georges Lemaître、ATV-005）は欧州補給機（ATV）の5号機。ベルギーの物理学者、ジョルジュ・ルメートルに因んで命名された
ジョルジュ・ルメートルはイタリアのトリノおよびドイツのブレーメンで建造された。貨物積載は、2014年7月23日にギアナ宇宙センターで完了した。
現地時間2014年7月30日にギアナ宇宙センターからアリアン5ESロケットによって打ち上げられた。